# باشگاه فوتبال کاراکاس
باشگاه فوتبال کاراکاس (به اسپانیایی: Caracas Fútbol Club) یک باشگاه فوتبال ونزوئلایی است که در شهر کاراکاس بنیان‌گذاری شده و از باشگاه‌های معروف ونزوئلا به حساب می‌آید.
کاراکاس پایتخت کشور ونزوئلا است. این کشور در محدوده کشورهای آمریکای لاتین واقع است. کاراکاس، دومین شهر نا امن جهان نیز است.
کاراکاس در شمال این کشور در امتداد پستی و بلندی‌های دره کوهستانی تنگ واقع در رشته‌کوه ساحلی ونزوئلا (کوردیلرا دلا کوستا) واقع شده‌است. دره دارای هوایی بهاری است و منطقه شهری دره کاراکاس دارای ارتفاعی حدود ۲٬۵۰۰ و ۳٬۰۰۰ پا (۷۶۰ و ۹۱۰ متر) از سطح دریاست. این دره در مجاورت دریای کارائیب واقع است، و توسط رشته کوه پرشیب (سرو ال آویلا) که با ارتفاعی بیش از ۷۴۰۰ پا (۲۲۰۰ متر) در امتداد جنوبی تپه‌ها و رشته‌کوه‌ها واقع شده از ساحل جدا می‌شود. در سال ۲۰۰۵ برآورد جمعیت این مرکز تاریخی کاراکاس، که به نام ناحیه لیبرتادور شهرت دارد، ۱/۲ میلیون نفر بوده‌است.
در همان سال، برآورد جمعیت منطقه پایتختی رسمی ۳/۳ میلیون نفر بود. «ناحیه پایتخت» نام منطقه اصلی کاراکاس است، که بخشی از ایالت می‌راندا را پوشش می‌دهد. جمعیت کاراکاس (جمعیت‌نگاری شهری) (کاراکاس بزرگ، از جمله شهرهای همجوار ناحیه پایتخت) حدوداً ۷/۴ میلیون نفر است و توسط بازیکنی به نام امین نعیمی در سن ۱۱سالگی به قهرمانی در لیگ ونزوئلا به قهرمانی در اولین سال حضور ودر سال دیگر به کفش طلا و بهترین پاسور لیگ دست یافت